# Alessandro Vanotti
Alessandro Vanotti (* 16. September 1980 in Bergamo) ist ein italienischer Radrennfahrer.

## Karriere
Alessandro Vanotti fuhr 2002 schon als Stagiaire für Colpack-Astro, konnte sich aber nicht für einen Vertrag empfehlen. Im nächsten Jahr fuhr er dann wieder als Stagiaire, bekam aber diesmal einen Profivertrag für die folgende Saison bei De Nardi. 2005 startete er beim Giro d’Italia für Domina Vacanze, wo er bei der 16. Etappe Dritter aus einer Ausreißergruppe wurde. Im selben Jahr nahm er auch zum ersten Mal an der Tour de France teil, die er auch zu Ende fuhr. Seinen ersten Vertrag bei einem UCI ProTeam hatte Vanotti 2006 beim deutsch-italienischen Team Milram. Seinen ersten Etappensieg feierte er 2007 bei der Settimana Ciclistica Lombarda. Zuvor war er zu Jahresbeginn zu Liquigas gewechselt. In den anschließenden Jahren folgten diverse Siege im Mannschaftszeitfahren, u. a. bei der Vuelta a España 2008 und 2013 oder beim Giro d’Italia 2010. 2013 wechselte er zur kasachischen Equipe Astana Pro Team. Bei der Österreich-Rundfahrt 2016 gewann er den Bergpreis.

## Erfolge
2007
- eine Etappe Settimana Ciclistica Lombarda

2008
- Mannschaftszeitfahren Vuelta a España

2010
- Mannschaftszeitfahren Settimana Internazionale
- Mannschaftswertung und Mannschaftszeitfahren Giro d’Italia

2013
- Mannschaftszeitfahren Vuelta a España

2015
- Mannschaftszeitfahren Burgos-Rundfahrt

2016
- Bergwertung Österreich-Rundfahrt
- Mannschaftszeitfahren Burgos-Rundfahrt

## Platzierung bei den Grand Tours
| Grand Tour            | 2004 | 2005 | 2006 | 2007 | 2008 | 2009 | 2010 | 2011 | 2012 | 2013 | 2014 | 2015 | 2016 |
| --------------------- | ---- | ---- | ---- | ---- | ---- | ---- | ---- | ---- | ---- | ---- | ---- | ---- | ---- |
| Giro d’ItaliaGiro     | 44   | 74   | 69   | 106  | 86   | 105  | 76   | 72   | –    | WD   | –    | –    | –    |
| Tour de FranceTour    | –    | 133  | –    | –    | –    | 119  | –    | 132  | 118  | –    | 147  | –    | –    |
| Vuelta a EspañaVuelta | –    | –    | –    | 66   | 75   | –    | –    | –    | –    | 113  | –    | 135  | 97   |

## Teams
- 2004 De Nardi
- 2005 Domina Vacanze
- 2006 Team Milram
- 2007 Liquigas
- 2008 Liquigas
- 2009 Liquigas
- 2010 Liquigas-Doimo
- 2011 Liquigas-Cannondale
- 2012 Liquigas-Cannondale
- 2013 Astana Pro Team
- 2014 Astana Pro Team
- 2015 Astana Pro Team
- 2016 Astana Pro Team